# Queer as Folk (serial amerykański)
Queer as Folk (QAF, Queer as Folk USA, Queer as Folk 2) – amerykańsko-kanadyjski serial telewizyjny nakręcony w latach 2000-2005 przez sieć Showtime, remake serialu brytyjskiego pod tym samym tytułem.
Akcja serialu w całości osadzona jest w środowisku gejowskim: osią fabuły są perypetie pięciu homoseksualnych przyjaciół i pary lesbijek. Jest pierwszym pop-kulturowym amerykańskim serialem, którego twórcy odważyli się tak otwarcie zająć się homoseksualizmem – film wypełniają wątki miłości par tej samej płci, ich przyjaźni wystawianej na wiele prób, problemów związanych z coming outem, akceptacją homoseksualności w rodzinie i homofobią. Zrealizowany został w lekkiej, popularnej konwencji, w której fabuła dramatyczna i obyczajowa przeplatana jest scenami komediowymi i muzyką. Nowością tej serii filmów były sceny w klubach gejowskich i śmiałe sceny homoerotyczne łamiące wszelkie dotychczasowe amerykańskie konwenanse filmowe.

## Powstanie serialu
Amerykański serial oparty został na brytyjskim pierwowzorze – pięcioodcinkowym Queer as Folk nakręconym w 1999 r., którego akcja toczy się w środowisku gejów mieszkających w Manchesterze. Brytyjska produkcja wzbudziła sporą sensację oraz zdobyła popularność, której dziwiono się również na łamach prasy. Na produkcję w Ameryce zdecydowano się z przekory: „Los Angeles Times” wyraził krytyczną opinię o wersji brytyjskiej i stwierdził, że każdy, kto chciałby zrealizować taki serial na gruncie amerykańskim, z góry skazany jest na porażkę. Ryzykowne wyzwanie podjęła telewizja Showtime rozpoczynając w 2000 r. kręcenie własnej wersji serialu. Wbrew wszelkim prognozom, Queer as Folk okazał się w Stanach Zjednoczonych prawdziwym hitem tej stacji. Na początku 2002 r. rozpoczęła się emisja dalszych odcinków serialu. Przez kilka lat był najchętniej oglądanym programem telewizji Showtime – pobił przewidywane prognozy popularności, zyskując sobie sympatyków zarówno wśród homo-, jak i heteroseksualistów.
Akcja serialu rozgrywa się w Pittsburgu (stan Pensylwania), choć w rzeczywistości serial kręcony był w Toronto w Kanadzie – w niektórych scenach przemykają w tle rozpoznawalne budynki tego miasta, np. CN Tower. Pittsburgh był miastem, który najbardziej odpowiadał Manchesterowi, w którym rozgrywała się akcja pierwotnej brytyjskiej wersji, jednak nie istnieje w nim tak duża scena gejowska jak np. w Nowym Jorku czy San Francisco, dlatego zdecydowano się, aby serial nakręcić w Toronto. Pozwoliło to również zmniejszyć koszty produkcji. Church and Wellesley to gejowska dzielnica tego miasta, w której nakręcono większość ujęć. W serialu przemianowano ją na Liberty Avenue.
Początkowo planowano serial na sześć sezonów, jednak po zakończeniu pierwszego skorygowano ich liczbę do pięciu. Jako jedną z przyczyn, dla których zakończono realizację serialu, podawano m.in. to, że stacja Showtime nie chciała być kojarzona jedynie z serialem gejowskim. Ponadto scenarzyści stwierdzili, że nie mają już więcej historii do opowiedzenia. Randy Harrison, grający rolę Justina, stwierdził, że nawet gdyby doszło do realizacji 6. sezonu, on nie wziąłby w nim udziału. Strona kanadyjska, dla której serial był źródłem sporych zysków z reklam, chciała nakręcić jeszcze jeden sezon, jednak Amerykanie – mający większość praw do serii oraz wykładający więcej pieniędzy – nie zgodzili się na to.

## Tytuł
Tytuł serialu jest dwuznaczną grą słów: tłumaczenie wprost „queer as folk” brzmi „pedał (ciota) jak człowiek”, co może być oczywiste ze względu na tematykę filmu. Drugie znaczenie słowa „queer”, to „dziwny”. Tytuł zaczerpnięty z brytyjskiej serii przychyla się do tego znaczenia i pochodzi od powiedzenia używanego w jednym z dialektów północnej Anglii: There’s nought so queer as folk (w oficjalnym angielskim: There is nothing as weird as people), co oznacza „Nie ma niczego bardziej dziwnego niż człowiek”. Znaczenie tytułu serialu dziwny jak człowiek jest nawiązaniem do wymowy serialu.

## Fabuła
Główna fabuła kręci się wokół kilkorga homoseksualnych przyjaciół z Pittsburgha. Michael to 30-latek w typie „chłopaka z sąsiedztwa”, który umawia się z koleżanką z pracy aby „trzymać pozory”. Jego najlepszy przyjaciel to Brian – przystojny mężczyzna ze wspaniałym ciałem, dobrze płatną pracą w agencji reklamowej i luksusowym mieszkaniem na poddaszu. Największym hobby Briana jest niezobowiązujący seks. Kolejną osobą z grupy przyjaciół jest Tedd, zakompleksiony trzydziestokilkuletni gej ze słabością do młodych chłopców, którzy jednak bardzo rzadko odwzajemniają jego uczucia. Najlepszym przyjacielem Tedda jest Emmett – niezwykle barwny, wesoły i „przegięty” chłopak ze skłonnościami do przebierania się w kobiece fatałaszki. Wszyscy co wieczór spotykają się w gejowskiej dyskotece „Babylon”, a fabuła filmu rozpoczyna się, gdy do między tę czwórkę wtargnie 17-letni Justin zakochujący się w cynicznym Brianie.
Od początku poznajemy również Debbie, mamę Michaela, aktywistkę gejowską prowadzącą gay-friendly jadłodajnię „Liberty Diner”, jej brata Vickie'go chorego na AIDS oraz Lindsay i Melanie, parę lesbijek chcących założyć własną rodzinę.
Queer as Folk stał się kultową historią nie tylko dzięki kontrowersji, którą wzbudził podczas emisji. Według środowisk LGBT to jedyny do tej pory serial, który tak obrazowo i prawdziwie przedstawił problemy z jakimi się borykają geje i lesbijki, a ponadto jest to pierwszy serial, który jak mówią sami twórcy serialu „dał homoseksualiście seksualność na ekranie”. Wcześniej żaden inny telewizyjny serial nie pokazał gejowskiego życia w tak bezpruderyjny i bezpośredni sposób. Na balansującą na krawędzi pornografii dosłowność scen erotycznych negatywnie zareagowały nawet niektóre środowiska gejowskie. Pal licho pocałunki – mówili zaszokowani krytycy – Ale po co heterykom pokazywać seks analny uprawiany przez dwóch przystojnych chłopaków? Co oni sobie o nas pomyślą? Czy koniecznie trzeba definiować człowieka poprzez upodobania łóżkowe? Zwolennicy twierdzili, że zarzuty te są w części niesprawiedliwe, bo przecież trudno zaprzeczyć, że seks jest dla gejów bardzo ważny, a Queer as Folk po prostu to pokazuje bez pruderii.
W serialu przeplata się wiele „wziętych z życia” wątków, z którymi mogą się identyfikować widzowie w różnym wieku. Odmienności małolata Justina nie akceptują jego rodzice, a rówieśnicy traktują wręcz agresywnie. Michael, musi wysłuchiwać głupich dowcipów „o pedałach”, opowiadanych przez kolegów w pracy. Michael kocha skrycie Briana. Brian kocha Justina „czasami”, a przeważnie samego siebie. Lindsay i Melanie są całkowicie monogamiczne i wychowują dziecko. Tedd wpada po uszy w trudną miłość do młodego narkomana. Emmett dla odmiany po teście na AIDS wpada w depresję – porzuca przyjaciół i przyłącza się do sekciarskiej grupy religijnej itd.

## Queer as Folk w Polsce
W Polsce Queer as folk miał premierę 1 marca 2010 roku w kanale nFilmHD. Wcześniej pokazywany bywał podczas imprez środowiskowych, m.in. w 2004 r. podczas Dni Gejów i Lesbijek w Krakowie. Znany jest szerzej w drugim obiegu pirackich kopii.

## Twórcy i obsada aktorska

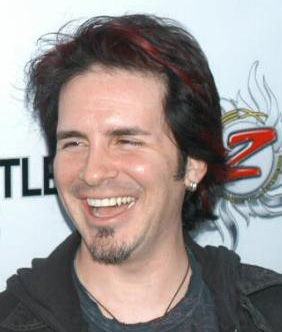
Hal Sparks, odtwórca głównej roli – Michaela

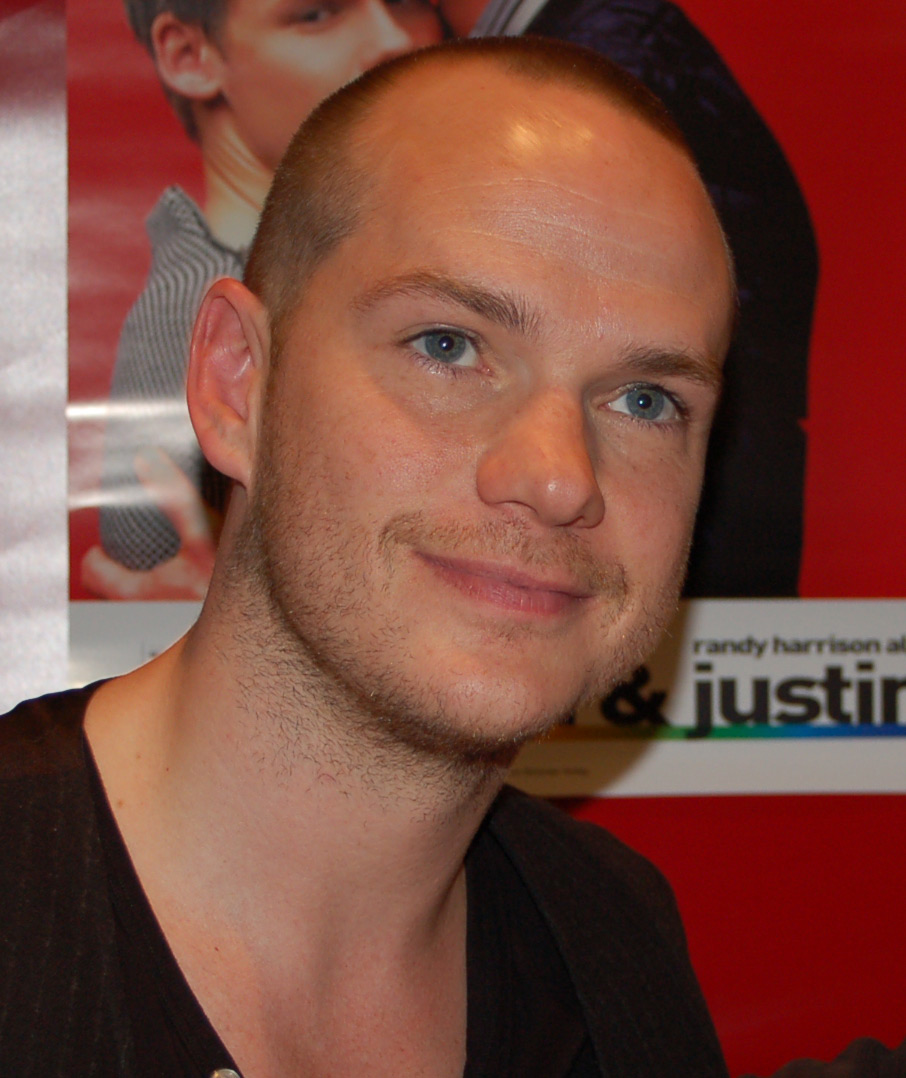
Peter Paige, serialowy Emmett

## Twórcy i obsada aktorska[4]

### Role pierwszoplanowe
- Gale Harold jako Brian Kinney (83 odcinki, 2000-2005)
- Hal Sparks jako Michael Novotny (83 odcinki, 2000-2005)
- Randy Harrison jako Justin Taylor (83 odcinki, 2000-2005)
- Scott Lowell jako Theodore „Ted” Schmidt (83 odcinki, 2000-2005)
- Peter Paige jako Emmett „Em” Honeycutt (83 odcinki, 2000-2005)
- Michelle Clunie jako Melanie „Mel” Marcus (83 odcinki, 2000-2005)
- Thea Gill jako Lindsay „Linz” Peterson (83 odcinki, 2000-2005)
- Sharon Gless jako Deborah „Debbie” Jane Grassi-Novotny (80 odcinków, 2000-2005)

### Role drugoplanowe
- Robert Gant jako prof. Ben Bruckner (55 odcinków, 2002-2005)
- Jack Wetherall jako Vic Grassi (46 odcinków, 2000-2004)
- Makyla Smith jako Daphne Chanders (35 odcinków, 2000-2005)
- Sherry Miller jako Jennifer Taylor (28 odcinków, 2000-2005)
- Harris Allan jako James „Hunter” Montgomery (28 odcinków, 2003-2005)
- Stephanie Moore jako Cynthia (24 odcinki, 2000-2005)
- Peter MacNeill jako Detective Carl Horvath (23 odcinki, 2002-2005)
- Chris Potter jako dr David Cameron (17 odcinków, 2001)
- Dean Armstrong jako Blake Wyzecki (13 odcinków, 2000-2005)
- Fab Filippo jako Ethan Gold (11 odcinków, 2002-2003)
- Lindsey Connell jako Tracy (10 odcinków, 2000-2003)
- Alec McClure jako Christian Hobbs (9 odcinków, 2000-2004)
- Carlo Rota jako Gardner Vance (9 odcinków, 2002-2004)
- Gary Brennan jako Rodney (9 odcinków, 2003-2004)
- Matt Battaglia jako Drew Boyd (9 odcinków, 2004-2005)
- David Gianopoulos jako szef policji Stockwell (8 odcinków, 2003)
- Kegan Hoover jako Gus, dziecko Linz i Briana (8 odcinków, 2003)
- Maggie Huculak jako Tannis (7 odcinków, 2002-2005)
- Nancy Anne Sakovich jako Leda (7 odcinków, 2002)
- Drew Finnie jako tancerz w klubie Babylon (6 odcinków, 2002-2005)
- Clinton Walker jako Phillip (6 odcinków, 2002-2005)
- Mehron Paul jako Derek (5 odcinków, 2001-2004)
- Bruce Gray jako George Schickel (5 odcinków, 2002)
- Jason Jones jako Dominic Scolotto (5 odcinków, 2003)
- Jane Moffat jako Nancy Henderson (5 odcinków, 2003)
- Meredith Henderson jako Callie Leeson (5 odcinków, 2004-2005)
- Mike Shara jako Brett Keller (5 odcinków, 2004-2005)
- Robin Thomas jako Sam Auerbach (5 odcinków, 2004)
- Tom Albrecht jako Todd (4 odcinki, 2000-2005)
- Lee Rumohr jako Troy (4 odcinki, 2000-2005)
- Dianne Latchford jako Marley (4 odcinki, 2000-2001)
- John Furey jako Craig Taylor (4 odcinki, 2001-2005)
- Lynne Deragon jako Joanie Kinney (4 odcinki, 2001-2004)
- Judah Katz jako Pancho Ryder (4 odcinki, 2001-2002)
- Alex Poch-Goldin jako Andrew (4 odcinki, 2001-2002)
- Ryan McDermott jako Roman (4 odcinki, 2003-2004)
- Vincent Gale jako Mark (4 odcinki, 2003)
- Adam Harrington jako Connor James (4 odcinki, 2004-2005)

### Reżyseria
- Michael DeCarlo (11 odcinków, 2001-2005)
- Kelly Makin (11 odcinków, 2003-2005)
- Kevin Inch (8 odcinków, 2000-2005)
- Alex Chapple (8 odcinków, 2001-2005)
- David Wellington (8 odcinków, 2001-2005)
- Bruce McDonald (8 odcinków, 2002-2004)
- Russell Mulcahy (5 odcinków, 2000-2001)
- Jeremy Podeswa (4 odcinki, 2001-2004)
- John Greyson (4 odcinki, 2001-2002)
- Kari Skogland (3 odcinki, 2001-2003)
- Thom Best (3 odcinki, 2002-2005)
- John Fawcett (3 odcinki, 2002-2005)
- Chris Grismer (3 odcinki, 2003-2005)
- Laurie Lynd (1 odcinek, 2003)

### Scenariusz
- Ron Cowen (68 odcinków, 2000-2005)
- Daniel Lipman (68 odcinków, 2000-2005)
- Michael MacLennan (14 odcinków, 2002-2005)
- Efrem Seeger (9 odcinków, 2002-2003)
- Del Shores (9 odcinków, 2003-2005)
- Brad Fraser (8 odcinków, 2003-2005)
- Shawn Postoff (7 odcinków, 2003-2005)
- Jason Schafer (6 odcinków, 2001)
- Jonathan Tolins (6 odcinków, 2001)
- Michael Berns (5 odcinków, 2002)
- Matt Pyken (5 odcinków, 2002)
- Richard Kramer (3 odcinki, 2000-2001)
- Garth Wingfield (3 odcinki, 2001)
- Karen Walton (3 odcinki, 2002)
- Doug Guinan (2 odcinki, 2001)
- Blair Fell (1 odcinek, 2002)

### Producenci
- Michael MacLennan współproducent i producent (61 odcinków, 2002-2005)
- Michael Berns współproducent (20 odcinków, 2002)

### Oryginalna muzyka
- Mitch Magonet
- Shirley Manson
- Tom Third

### Zdjęcia
- Thom Best

### Montaż
- Wendy Hallam Martin
- Bill Goddard
- Lisa Grootenboer
- Mike Lee

## Lista odcinków
| Seria | Seria | Odcinki | Premierowa emisja | Premierowa emisja | Premierowa emisja | Premierowa emisja | Premierowa emisja | Premierowa emisja | Wydania DVD     |
| Seria | Seria | Odcinki | Premiera          | Finał             | Premiera          | Finał             | Premiera          | Finał             | Region 1        |
| ----- | ----- | ------- | ----------------- | ----------------- | ----------------- | ----------------- | ----------------- | ----------------- | --------------- |
|       | 1     | 22      | 3 grudnia 2000    | 24 czerwca 2001   | 22 stycznia 2001  | 25 czerwca 2001   | 1 marca 2010      | 26 lipca 2010     | 8 stycznia 2002 |
|       | 2     | 20      | 6 stycznia 2002   | 16 czerwca 2002   | 21 stycznia 2002  | 17 czerwca 2002   | 6 września 2010   | 17 stycznia 2011  | 25 lutego 2003  |
|       | 3     | 14      | 2 marca 2003      | 22 czerwca 2003   | 7 kwietnia 2003   | 7 lipca 2003      | 7 marca 2011      | 6 czerwca 2011    | 24 lutego 2004  |
|       | 4     | 14      | 18 kwietnia 2004  | 18 lipca 2004     | 19 kwietnia 2004  | 19 lipca 2004     | 5 września 2011   | 5 grudnia 2011    | 5 kwietnia 2005 |
|       | 5     | 13      | 22 maja 2005      | 7 sierpnia 2005   | 23 maja 2005      | 15 sierpnia 2005  | 12 marca 2012     | 4 czerwca 2012    | 30 maja 2006    |
|       | S     | 2       | 2000              | 31 lipca 2005     | brak danych       | brak danych       | brak danych       | brak danych       | –               |